# Hakan Şükür
Hakan Şükür (Adapazarı, 1° settembre 1971) è un politico ed ex calciatore turco, di ruolo attaccante.
Con origini Albanesi da entrambi i genitori.
Considerato uno dei giocatori più importanti nella storia del calcio turco, ha legato la maggior parte della sua carriera al Galatasaray ma vanta anche alcune esperienze in Italia e in Inghilterra.
Con la nazionale turca ha partecipato a due Europei (1996 e 2000) e ad un Mondiale (2002), raggiungendo uno storico terzo posto nella rassegna iridata. Della selezione turca è anche il primatista di reti con 51 gol.

## Biografia
Nato in Turchia da genitori albanesi immigrati dalla Jugoslavia, si è sposato una prima volta nel 1994 con Esra Elbirilk, ma il matrimonio durò solo 4 mesi.
Nel 2011, dopo il ritiro dal calcio, viene eletto nel Parlamento turco come deputato per il Partito per la Giustizia e lo Sviluppo, dimettendosi poi nel 2013, quando il presidente Erdoğan rompe con Gülen, dopo un'inchiesta per corruzione che riguardava proprio l'attuale presidente e i suoi collaboratori più stretti.
Abbandona la Turchia nel dicembre del 2015 per trasferirsi in California con la famiglia, dopo l'apertura di un procedimento a suo carico per "insulti" a Erdoğan. Il 12 agosto 2016 viene emesso un ordine di arresto nei suoi confronti, poiché ritenuto membro del movimento gülenista accusato di aver tentato il colpo di stato del 16 luglio contro il presidente Erdoğan.
In California vendeva caffè a Palo Alto, ma recentemente si è trasferito a Washington dove lavora come tassista di Uber e vende libri.

## Carriera

### Club

#### Inizi
Cresce calcisticamente nel Sakaryaspor, squadra con cui nel 1987, a 16 anni, debutta in Süper Lig (la prima divisione turca). Nella stagione 1987-1988 vince la Coppa di Turchia (la prima e unica della storia del club). Con i biancoverdi realizza anche la sua prima rete da professionista, il 26 febbraio 1989, non ancora maggiorenne, è sua la rete del 2-2 finale contro lo Eskişehirspor al 79º minuto.
Il 13 agosto 1990 passa al Bursaspor, prima squadra della città di Bursa. Nella stagione 1991-1992 vince la Chancellor Cup, battendo 3-1 in finale il Fenerbahçe.

#### Galatasaray e parentesi Torino
Il 1º luglio 1992 passa al Galatasaray, vincendo campionato, coppa nazionale e Supercoppa di Lega già nella prima stagione.
Il successo in campionato si ripete nella stagione successiva e nell'estate 1995 passa al Torino per 5 miliardi di lire. Dopo cinque presenze e un gol, in ottobre è di ritorno al Galatasaray, nella cui panchina si è intanto accomodato Fatih Terim. Col nuovo tecnico Şükür vince quattro titoli consecutivi (dal 1997 al 2000), tre coppe nazionali e due supercoppe di lega. Dalla stagione 1996-1997 a quella 1998-1999 si laurea per tre volte consecutive capocannoniere del campionato.
Nel 1999-2000 vince la Coppa UEFA battendo l'Arsenal in finale: l'attaccante realizza nella stagione europea 11 gol in 17 presenze tra Coppa UEFA e Champions League, da cui i turchi erano partiti, per poi giungere terzi nel proprio girone al primo turno (comprendente Chelsea, Hertha Berlino e Milan).

#### Inter, Parma e Blackburn
Nell'estate 2000 si trasferisce all'Inter, con cui va a segno già al debutto in Supercoppa italiana contro la Lazio. L'esordio nel campionato italiano avviene il 1º ottobre, in Reggina-Inter, mentre un mese più tardi realizza alla Roma il primo gol in A.
Nella stagione 2001-2002, dopo essere stato convocato solo due volte nell'Inter, da Gennaio veste la maglia del Parma, con cui vince la Coppa Italia.
Lasciata l'Italia, nel 2002 si trasferisce al Blackburn Rovers, dove milita per una sola stagione.

#### Ritorno al Galatasaray e ritiro
Nel 2003 fa ritorno in Turchia per giocare nel Galatasaray, con cui in cinque anni vince altri due campionati turchi. Nel 2008 diventa il marcatore più prolifico nella storia del campionato turco con 249 reti segnate. Alla fine della stagione 2007-2008 si ritira dal calcio giocato.

### Nazionale
Nel 1992 ha esordito in amichevole contro Lussemburgo, gara poi vinta con il risultato di 2-3. Il suo primo gol, è arrivato nell'aprile dello stesso anno ad Ankara, contro la Danimarca. Con la sua Nazionale ha partecipato a 2 edizioni del campionato d'Europa (la prima nel 1996 senza segnare), segnando nel 2000 la doppietta al Belgio decisiva per la qualificazione ai quarti di finale. In quel turno, la squadra venne eliminata dal Portogallo.
Ai Mondiali 2002 contribuì al terzo posto della Turchia, realizzando nella finale per il terzo posto con la Corea del Sud la rete più veloce nella storia del torneo: il gol, marcato dopo 11", sbloccò la partita terminata 3-2 in favore della sua formazione.
Ad oggi è il giocatore turco ad aver segnato di più con la propria nazionale e il secondo come numero di presenze, dietro al solo Rüştü Reçber.

## Statistiche
Tra club, nazionale maggiore e nazionali giovanili (inclusa la Turchia olimpica), Şükür ha giocato globalmente 867 partite segnando 390 reti, con la media di 0.45 gol a partita.

### Presenze e reti nei club
Statistiche aggiornate al termine della carriera da calciatore.
| Stagione           | Squadra            | Campionato         | Campionato | Campionato | Coppe nazionali | Coppe nazionali | Coppe nazionali | Coppe continentali | Coppe continentali | Coppe continentali | Altre coppe | Altre coppe | Altre coppe | Totale | Totale |
| Stagione           | Squadra            | Comp               | Pres       | Reti       | Comp            | Pres            | Reti            | Comp               | Pres               | Reti               | Comp        | Pres        | Reti        | Pres   | Reti   |
| ------------------ | ------------------ | ------------------ | ---------- | ---------- | --------------- | --------------- | --------------- | ------------------ | ------------------ | ------------------ | ----------- | ----------- | ----------- | ------ | ------ |
| 1987-1988          | Sakaryaspor        | SL                 | 3          | 0          | CT              | 2               | 1               | -                  | -                  | -                  | -           | -           | -           | 5      | 1      |
| 1988-1989          | Sakaryaspor        | SL                 | 12         | 5          | CT              | 1               | 0               | -                  | -                  | -                  | -           | -           | -           | 13     | 5      |
| 1989-1990          | Sakaryaspor        | SL                 | 27         | 5          | CT              | 1               | 0               | -                  | -                  | -                  | -           | -           | -           | 28     | 5      |
| Totale Sakaryaspor | Totale Sakaryaspor | Totale Sakaryaspor | 42         | 10         |                 | 4               | 1               |                    | -                  | -                  |             | -           | -           | 46     | 11     |
| 1990-1991          | Bursaspor          | SL                 | 27         | 4          | CT              | 2               | 3               | -                  | -                  | -                  | -           | -           | -           | 29     | 7      |
| 1991-1992          | Bursaspor          | SL                 | 27         | 7          | CT              | 6               | 2               | -                  | -                  | -                  | CdC         | 1           | 1           | 34     | 10     |
| Totale Bursaspor   | Totale Bursaspor   | Totale Bursaspor   | 54         | 11         |                 | 8               | 5               |                    | -                  | -                  |             | 1           | 1           | 63     | 17     |
| 1992-1993          | Galatasaray        | SL                 | 30         | 19         | CT              | 6               | 3               | CU                 | 6                  | 2                  | TsK         | 1           | 1           | 43     | 25     |
| 1993-1994          | Galatasaray        | SL                 | 27         | 16         | CT              | 5               | 3               | UCL                | 9                  | 0                  | TsK         | 1           | 0           | 42     | 19     |
| 1994-1995          | Galatasaray        | SL                 | 33         | 19         | CT              | 7               | 0               | UCL                | 8                  | 5                  | -           | -           | -           | 48     | 24     |
| ago.-ott. 1995     | Torino             | A                  | 5          | 1          | CI              | 0               | 0               | -                  | -                  | -                  | -           | -           | -           | 5      | 1      |
| ott. 1995-1996     | Galatasaray        | SL                 | 25         | 16         | CT              | 7               | 2               | -                  | -                  | -                  | TsK         | 1           | 3           | 33     | 21     |
| 1996-1997          | Galatasaray        | SL                 | 32         | 38         | CT              | 1               | 0               | CdC                | 4                  | 4                  | TsK         | 1           | 1           | 38     | 43     |
| 1997-1998          | Galatasaray        | SL                 | 34         | 32         | CT              | 8               | 2               | UCL                | 7                  | 0                  | TsK         | 1           | 0           | 50     | 34     |
| 1998-1999          | Galatasaray        | SL                 | 33         | 19         | CT              | 7               | 1               | UCL                | 7                  | 6                  | -           | -           | -           | 47     | 26     |
| 1999-2000          | Galatasaray        | SL                 | 32         | 14         | CT              | 3               | 1               | UCL+CU             | 8+9                | 4+6                | -           | -           | -           | 52     | 25     |
| 2000-2001          | Inter              | A                  | 24         | 5          | CI              | 1               | 0               | UCL+CU             | 2+7                | 0+1                | SI          | 1           | 0           | 35     | 6      |
| Gen-Giu 2002       | Parma              | A                  | 15         | 3          | CI              | 2               | 0               | CU                 | 1                  | 0                  | -           | -           | -           | 18     | 3      |
| 2002-2003          | Blackburn          | PL                 | 9          | 2          | FACup+CdL       | 0+0             | 0+0             | -                  | -                  | -                  | -           | -           | -           | 9      | 2      |
| 2003-2004          | Galatasaray        | SL                 | 29         | 12         | CT              | 1               | 0               | UCL+CU             | 8+1                | 6+0                | -           | -           | -           | 39     | 18     |
| 2004-2005          | Galatasaray        | SL                 | 33         | 18         | CT              | 3               | 4               | -                  | -                  | -                  | -           | -           | -           | 36     | 22     |
| 2005-2006          | Galatasaray        | SL                 | 31         | 10         | CT              | 4               | 2               | CU                 | 2                  | 1                  | -           | -           | -           | 37     | 13     |
| 2006-2007          | Galatasaray        | SL                 | 26         | 4          | CT              | 0               | 0               | UCL                | 6                  | 1                  | TsK         | 1           | 0           | 33     | 5      |
| 2007-2008          | Galatasaray        | SL                 | 28         | 11         | CT              | 4               | 1               | CU                 | 9                  | 2                  | -           | -           | -           | 41     | 14     |
| Totale Galatasaray | Totale Galatasaray | Totale Galatasaray | 393        | 228        |                 | 56              | 19              |                    | 84                 | 37                 |             | 6           | 5           | 539    | 289    |
| Totale carriera    | Totale carriera    | Totale carriera    | 542        | 260        |                 | 71              | 25              |                    | 94                 | 38                 |             | 8           | 6           | 715    | 329    |

### Cronologia presenze e reti in nazionale
| Cronologia completa delle presenze e delle reti in nazionale ― Turchia | Cronologia completa delle presenze e delle reti in nazionale ― Turchia | Cronologia completa delle presenze e delle reti in nazionale ― Turchia | Cronologia completa delle presenze e delle reti in nazionale ― Turchia | Cronologia completa delle presenze e delle reti in nazionale ― Turchia | Cronologia completa delle presenze e delle reti in nazionale ― Turchia | Cronologia completa delle presenze e delle reti in nazionale ― Turchia | Cronologia completa delle presenze e delle reti in nazionale ― Turchia |
| Data                                                                   | Città                                                                  | In casa                                                                | Risultato                                                              | Ospiti                                                                 | Competizione                                                           | Reti                                                                   | Note                                                                   |
| ---------------------------------------------------------------------- | ---------------------------------------------------------------------- | ---------------------------------------------------------------------- | ---------------------------------------------------------------------- | ---------------------------------------------------------------------- | ---------------------------------------------------------------------- | ---------------------------------------------------------------------- | ---------------------------------------------------------------------- |
| 25-3-1992                                                              | Lussemburgo                                                            | Lussemburgo                                                            | 2 – 3                                                                  | Turchia                                                                | Amichevole                                                             | -                                                                      |                                                                        |
| 8-4-1992                                                               | Ankara                                                                 | Turchia                                                                | 2 – 1                                                                  | Danimarca                                                              | Amichevole                                                             | 1                                                                      |                                                                        |
| 30-5-1992                                                              | Gelsenkirchen                                                          | Germania                                                               | 1 – 0                                                                  | Turchia                                                                | Amichevole                                                             | -                                                                      |                                                                        |
| 26-8-1992                                                              | Trebisonda                                                             | Turchia                                                                | 3 – 2                                                                  | Bulgaria                                                               | Amichevole                                                             | 2                                                                      |                                                                        |
| 23-9-1992                                                              | Poznań                                                                 | Polonia                                                                | 1 – 0                                                                  | Turchia                                                                | Qual. Mondiali 1994                                                    | -                                                                      |                                                                        |
| 28-10-1992                                                             | Ankara                                                                 | Turchia                                                                | 4 – 1                                                                  | San Marino                                                             | Qual. Mondiali 1994                                                    | 2                                                                      |                                                                        |
| 18-11-1992                                                             | Londra                                                                 | Inghilterra                                                            | 4 – 0                                                                  | Turchia                                                                | Qual. Mondiali 1994                                                    | -                                                                      |                                                                        |
| 16-12-1992                                                             | Istanbul                                                               | Turchia                                                                | 1 – 3                                                                  | Paesi Bassi                                                            | Qual. Mondiali 1994                                                    | -                                                                      |                                                                        |
| 24-2-1993                                                              | Utrecht                                                                | Paesi Bassi                                                            | 3 – 1                                                                  | Turchia                                                                | Qual. Mondiali 1994                                                    | -                                                                      |                                                                        |
| 28-4-1993                                                              | Oslo                                                                   | Norvegia                                                               | 3 – 1                                                                  | Turchia                                                                | Qual. Mondiali 1994                                                    | -                                                                      | 66’                                                                    |
| 27-10-1993                                                             | Istanbul                                                               | Turchia                                                                | 2 – 1                                                                  | Polonia                                                                | Qual. Mondiali 1994                                                    | 1                                                                      |                                                                        |
| 23-2-1994                                                              | Istanbul                                                               | Turchia                                                                | 1 – 4                                                                  | Rep. Ceca                                                              | Amichevole                                                             | -                                                                      |                                                                        |
| 31-8-1994                                                              | Skopje                                                                 | Macedonia                                                              | 0 – 2                                                                  | Turchia                                                                | Amichevole                                                             | -                                                                      |                                                                        |
| 7-9-1994                                                               | Budapest                                                               | Ungheria                                                               | 2 – 2                                                                  | Turchia                                                                | Amichevole                                                             | 1                                                                      |                                                                        |
| 12-10-1994                                                             | Istanbul                                                               | Turchia                                                                | 5 – 0                                                                  | Islanda                                                                | Amichevole                                                             | 2                                                                      | 63’                                                                    |
| 14-12-1994                                                             | Istanbul                                                               | Turchia                                                                | 1 – 2                                                                  | Svizzera                                                               | Qual. Euro 1996                                                        | -                                                                      |                                                                        |
| 15-2-1995                                                              | Smirne                                                                 | Turchia                                                                | 1 – 1                                                                  | Romania                                                                | Amichevole                                                             | -                                                                      |                                                                        |
| 8-3-1995                                                               | Istanbul                                                               | Turchia                                                                | 2 – 1                                                                  | Israele                                                                | Amichevole                                                             | -                                                                      |                                                                        |
| 29-3-1995                                                              | Istanbul                                                               | Turchia                                                                | 2 – 1                                                                  | Svezia                                                                 | Qual. Euro 1996                                                        | -                                                                      |                                                                        |
| 26-4-1995                                                              | Berna                                                                  | Svizzera                                                               | 1 – 2                                                                  | Turchia                                                                | Qual. Euro 1996                                                        | 1                                                                      |                                                                        |
| 30-8-1995                                                              | Istanbul                                                               | Turchia                                                                | 2 – 1                                                                  | Macedonia                                                              | Amichevole                                                             | -                                                                      |                                                                        |
| 6-9-1995                                                               | Istanbul                                                               | Turchia                                                                | 2 – 0                                                                  | Ungheria                                                               | Qual. Euro 1996                                                        | 2                                                                      | 32’ 89’                                                                |
| 15-11-1995                                                             | Stoccolma                                                              | Svezia                                                                 | 2 – 2                                                                  | Turchia                                                                | Qual. Euro 1996                                                        | 1                                                                      |                                                                        |
| 14-2-1996                                                              | Smirne                                                                 | Turchia                                                                | 3 – 2                                                                  | Bielorussia                                                            | Amichevole                                                             | -                                                                      |                                                                        |
| 26-3-1996                                                              | Ostrava                                                                | Rep. Ceca                                                              | 3 – 0                                                                  | Turchia                                                                | Amichevole                                                             | -                                                                      |                                                                        |
| 1-5-1996                                                               | Kiev                                                                   | Ucraina                                                                | 2 – 3                                                                  | Turchia                                                                | Amichevole                                                             | 1                                                                      |                                                                        |
| 29-5-1996                                                              | Tallinn                                                                | Estonia                                                                | 0 – 0                                                                  | Turchia                                                                | Amichevole                                                             | -                                                                      |                                                                        |
| 2-6-1996                                                               | Helsinki                                                               | Finlandia                                                              | 1 – 2                                                                  | Turchia                                                                | Amichevole                                                             | -                                                                      |                                                                        |
| 11-6-1996                                                              | Nottingham                                                             | Turchia                                                                | 0 – 1                                                                  | Croazia                                                                | Euro 1996 - 1º turno                                                   | -                                                                      |                                                                        |
| 14-6-1996                                                              | Nottingham                                                             | Portogallo                                                             | 1 – 0                                                                  | Turchia                                                                | Euro 1996 - 1º turno                                                   | -                                                                      |                                                                        |
| 19-6-1996                                                              | Sheffield                                                              | Turchia                                                                | 0 – 3                                                                  | Danimarca                                                              | Euro 1996 - 1º turno                                                   | -                                                                      |                                                                        |
| 31-8-1996                                                              | Bruxelles                                                              | Belgio                                                                 | 2 – 1                                                                  | Turchia                                                                | Qual. Mondiali 1998                                                    | -                                                                      |                                                                        |
| 9-10-1996                                                              | Parigi                                                                 | Francia                                                                | 4 – 0                                                                  | Turchia                                                                | Amichevole                                                             | -                                                                      |                                                                        |
| 10-11-1996                                                             | Istanbul                                                               | Turchia                                                                | 7 – 0                                                                  | San Marino                                                             | Amichevole                                                             | 2                                                                      |                                                                        |
| 14-12-1996                                                             | Cardiff                                                                | Galles                                                                 | 0 – 0                                                                  | Turchia                                                                | Qual. Mondiali 1998                                                    | -                                                                      |                                                                        |
| 2-4-1997                                                               | Bursa                                                                  | Turchia                                                                | 1 – 0                                                                  | Paesi Bassi                                                            | Qual. Mondiali 1998                                                    | 1                                                                      |                                                                        |
| 30-4-1997                                                              | Istanbul                                                               | Turchia                                                                | 1 – 3                                                                  | Belgio                                                                 | Qual. Mondiali 1998                                                    | -                                                                      |                                                                        |
| 20-8-1997                                                              | Istanbul                                                               | Turchia                                                                | 6 – 4                                                                  | Galles                                                                 | Qual. Mondiali 1998                                                    | 4                                                                      |                                                                        |
| 10-9-1997                                                              | Serravalle                                                             | San Marino                                                             | 0 – 5                                                                  | Turchia                                                                | Amichevole                                                             | 1                                                                      |                                                                        |
| 11-10-1997                                                             | Amsterdam                                                              | Paesi Bassi                                                            | 0 – 0                                                                  | Turchia                                                                | Qual. Mondiali 1998                                                    | -                                                                      |                                                                        |
| 21-1-1998                                                              | Tirana                                                                 | Albania                                                                | 4 – 1                                                                  | Turchia                                                                | Amichevole                                                             | -                                                                      |                                                                        |
| 5-9-1998                                                               | Istanbul                                                               | Turchia                                                                | 3 – 0                                                                  | Irlanda del Nord                                                       | Qual. Euro 2000                                                        | -                                                                      |                                                                        |
| 10-10-1998                                                             | Bursa                                                                  | Turchia                                                                | 1 – 0                                                                  | Germania                                                               | Qual. Euro 2000                                                        | 1                                                                      |                                                                        |
| 14-10-1998                                                             | Istanbul                                                               | Turchia                                                                | 1 – 3                                                                  | Finlandia                                                              | Qual. Euro 2000                                                        | -                                                                      |                                                                        |
| 27-3-1999                                                              | Istanbul                                                               | Turchia                                                                | 2 – 0                                                                  | Moldavia                                                               | Qual. Euro 2000                                                        | 1                                                                      |                                                                        |
| 5-6-1999                                                               | Helsinki                                                               | Finlandia                                                              | 2 – 4                                                                  | Turchia                                                                | Qual. Euro 2000                                                        | 2                                                                      | cap.                                                                   |
| 4-9-1999                                                               | Belfast                                                                | Irlanda del Nord                                                       | 0 – 3                                                                  | Turchia                                                                | Qual. Euro 2000                                                        | -                                                                      |                                                                        |
| 8-9-1999                                                               | Chișinău                                                               | Moldavia                                                               | 1 – 1                                                                  | Turchia                                                                | Qual. Euro 2000                                                        | -                                                                      |                                                                        |
| 9-10-1999                                                              | Monaco di Baviera                                                      | Germania                                                               | 0 – 0                                                                  | Turchia                                                                | Qual. Euro 2000                                                        | -                                                                      |                                                                        |
| 13-11-1999                                                             | Dublino                                                                | Irlanda                                                                | 1 – 1                                                                  | Turchia                                                                | Qual. Euro 2000                                                        | -                                                                      |                                                                        |
| 17-11-1999                                                             | Bursa                                                                  | Turchia                                                                | 0 – 0                                                                  | Irlanda                                                                | Qual. Euro 2000                                                        | -                                                                      |                                                                        |
| 23-2-2000                                                              | Oslo                                                                   | Norvegia                                                               | 2 – 0                                                                  | Turchia                                                                | Amichevole                                                             | -                                                                      | 46’                                                                    |
| 11-6-2000                                                              | Arnhem                                                                 | Turchia                                                                | 1 – 2                                                                  | Italia                                                                 | Euro 2000 - 1º turno                                                   | -                                                                      |                                                                        |
| 14-6-2000                                                              | Eindhoven                                                              | Svezia                                                                 | 0 – 0                                                                  | Turchia                                                                | Euro 2000 - 1º turno                                                   | -                                                                      |                                                                        |
| 19-6-2000                                                              | Bruxelles                                                              | Turchia                                                                | 2 – 0                                                                  | Belgio                                                                 | Euro 2000 - 1º turno                                                   | 2                                                                      |                                                                        |
| 24-6-2000                                                              | Amsterdam                                                              | Portogallo                                                             | 2 – 0                                                                  | Turchia                                                                | Euro 2000 - Quarti di finale                                           | -                                                                      |                                                                        |
| 16-8-2000                                                              | Sarajevo                                                               | Bosnia ed Erzegovina                                                   | 2 – 0                                                                  | Turchia                                                                | Amichevole                                                             | -                                                                      | cap.                                                                   |
| 2-9-2000                                                               | Istanbul                                                               | Turchia                                                                | 2 – 0                                                                  | Moldavia                                                               | Qual. Mondiali 2002                                                    | -                                                                      |                                                                        |
| 7-10-2000                                                              | Göteborg                                                               | Svezia                                                                 | 1 – 1                                                                  | Turchia                                                                | Qual. Mondiali 2002                                                    | -                                                                      |                                                                        |
| 11-10-2000                                                             | Baku                                                                   | Azerbaigian                                                            | 0 – 1                                                                  | Turchia                                                                | Qual. Mondiali 2002                                                    | 1                                                                      |                                                                        |
| 28-2-2001                                                              | Amsterdam                                                              | Paesi Bassi                                                            | 0 – 0                                                                  | Turchia                                                                | Amichevole                                                             | -                                                                      | cap.                                                                   |
| 24-3-2001                                                              | Istanbul                                                               | Turchia                                                                | 1 – 1                                                                  | Slovacchia                                                             | Qual. Mondiali 2002                                                    | 1                                                                      |                                                                        |
| 28-3-2001                                                              | Skopje                                                                 | Macedonia                                                              | 1 – 2                                                                  | Turchia                                                                | Qual. Mondiali 2002                                                    | -                                                                      |                                                                        |
| 2-6-2001                                                               | Istanbul                                                               | Turchia                                                                | 3 – 0                                                                  | Azerbaigian                                                            | Qual. Mondiali 2002                                                    | 1                                                                      | cap.                                                                   |
| 6-6-2001                                                               | Bursa                                                                  | Turchia                                                                | 3 – 3                                                                  | Macedonia                                                              | Qual. Mondiali 2002                                                    | -                                                                      | cap.                                                                   |
| 15-8-2001                                                              | Oslo                                                                   | Norvegia                                                               | 1 – 1                                                                  | Turchia                                                                | Amichevole                                                             | 1                                                                      |                                                                        |
| 1-9-2001                                                               | Bratislava                                                             | Slovacchia                                                             | 0 – 1                                                                  | Turchia                                                                | Qual. Mondiali 2002                                                    | 1                                                                      |                                                                        |
| 5-9-2001                                                               | Istanbul                                                               | Turchia                                                                | 1 – 2                                                                  | Svezia                                                                 | Qual. Mondiali 2002                                                    | 1                                                                      | cap.                                                                   |
| 10-11-2001                                                             | Vienna                                                                 | Austria                                                                | 0 – 1                                                                  | Turchia                                                                | Qual. Mondiali 2002                                                    | -                                                                      | cap.                                                                   |
| 14-11-2001                                                             | Istanbul                                                               | Turchia                                                                | 5 – 0                                                                  | Austria                                                                | Qual. Mondiali 2002                                                    | 1                                                                      | cap.                                                                   |
| 26-3-2002                                                              | Bochum                                                                 | Corea del Sud                                                          | 0 – 0                                                                  | Turchia                                                                | Amichevole                                                             | -                                                                      | cap.                                                                   |
| 17-4-2002                                                              | Kerkrade                                                               | Turchia                                                                | 2 – 0                                                                  | Cile                                                                   | Amichevole                                                             | 1                                                                      | cap.                                                                   |
| 23-5-2002                                                              | Hong Kong                                                              | Sudafrica                                                              | 2 – 0                                                                  | Turchia                                                                | Amichevole                                                             | -                                                                      | cap.                                                                   |
| 3-6-2002                                                               | Ulsan                                                                  | Brasile                                                                | 2 – 1                                                                  | Turchia                                                                | Mondiali 2002 - 1º turno                                               | -                                                                      | cap.                                                                   |
| 9-6-2002                                                               | Incheon                                                                | Costa Rica                                                             | 1 – 1                                                                  | Turchia                                                                | Mondiali 2002 - 1º turno                                               | -                                                                      | cap.                                                                   |
| 13-6-2002                                                              | Seul                                                                   | Turchia                                                                | 3 – 0                                                                  | Cina                                                                   | Mondiali 2002 - 1º turno                                               | -                                                                      | cap.                                                                   |
| 18-6-2002                                                              | Rifu                                                                   | Giappone                                                               | 0 – 1                                                                  | Turchia                                                                | Mondiali 2002 - Ottavi di finale                                       | -                                                                      | cap. 90+1’                                                             |
| 22-6-2002                                                              | Osaka                                                                  | Senegal                                                                | 0 – 1 gg                                                               | Turchia                                                                | Mondiali 2002 - Quarti di finale                                       | -                                                                      | cap.                                                                   |
| 26-6-2002                                                              | Saitama                                                                | Brasile                                                                | 1 – 0                                                                  | Turchia                                                                | Mondiali 2002 - Semifinale                                             | -                                                                      | cap.                                                                   |
| 29-6-2002                                                              | Taegu                                                                  | Turchia                                                                | 3 – 2                                                                  | Corea del Sud                                                          | Mondiali 2002 - Finale 3º posto                                        | 1                                                                      | cap.                                                                   |
| 2-4-2003                                                               | Sunderland                                                             | Inghilterra                                                            | 2 – 0                                                                  | Turchia                                                                | Qual. Euro 2004                                                        | -                                                                      |                                                                        |
| 30-4-2003                                                              | Teplice                                                                | Rep. Ceca                                                              | 4 – 0                                                                  | Turchia                                                                | Amichevole                                                             | -                                                                      | cap.                                                                   |
| 7-6-2003                                                               | Bratislava                                                             | Slovacchia                                                             | 0 – 1                                                                  | Turchia                                                                | Qual. Euro 2004                                                        | -                                                                      |                                                                        |
| 11-6-2003                                                              | Istanbul                                                               | Turchia                                                                | 3 – 2                                                                  | Macedonia                                                              | Qual. Euro 2004                                                        | 1                                                                      |                                                                        |
| 20-8-2003                                                              | Ankara                                                                 | Turchia                                                                | 2 – 0                                                                  | Moldavia                                                               | Amichevole                                                             | -                                                                      |                                                                        |
| 6-9-2003                                                               | Vaduz                                                                  | Liechtenstein                                                          | 0 – 3                                                                  | Turchia                                                                | Qual. Euro 2004                                                        | 1                                                                      |                                                                        |
| 9-9-2003                                                               | Dublino                                                                | Irlanda                                                                | 2 – 2                                                                  | Turchia                                                                | Amichevole                                                             | 1                                                                      |                                                                        |
| 11-10-2003                                                             | Istanbul                                                               | Turchia                                                                | 0 – 0                                                                  | Inghilterra                                                            | Qual. Euro 2004                                                        | -                                                                      |                                                                        |
| 19-11-2003                                                             | Istanbul                                                               | Turchia                                                                | 2 – 2                                                                  | Lettonia                                                               | Qual. Euro 2004                                                        | 1                                                                      |                                                                        |
| 31-3-2004                                                              | Zagabria                                                               | Croazia                                                                | 2 – 2                                                                  | Turchia                                                                | Amichevole                                                             | -                                                                      | cap.                                                                   |
| 28-4-2004                                                              | Bruxelles                                                              | Belgio                                                                 | 2 – 3                                                                  | Turchia                                                                | Amichevole                                                             | -                                                                      |                                                                        |
| 21-5-2004                                                              | Sydney                                                                 | Australia                                                              | 1 – 3                                                                  | Turchia                                                                | Amichevole                                                             | 2                                                                      |                                                                        |
| 24-5-2004                                                              | Melbourne                                                              | Australia                                                              | 0 – 1                                                                  | Turchia                                                                | Amichevole                                                             | -                                                                      |                                                                        |
| 2-6-2004                                                               | Seul                                                                   | Corea del Sud                                                          | 0 – 1                                                                  | Turchia                                                                | Amichevole                                                             | 1                                                                      |                                                                        |
| 5-6-2004                                                               | Taegu                                                                  | Corea del Sud                                                          | 2 – 1                                                                  | Turchia                                                                | Amichevole                                                             | 1                                                                      |                                                                        |
| 18-8-2004                                                              | Istanbul                                                               | Turchia                                                                | 1 – 2                                                                  | Bielorussia                                                            | Amichevole                                                             | 1                                                                      | cap.                                                                   |
| 4-9-2004                                                               | Trebisonda                                                             | Turchia                                                                | 1 – 1                                                                  | Georgia                                                                | Qual. Mondiali 2006                                                    | -                                                                      | cap. 27’ 80’                                                           |
| 17-8-2005                                                              | Sofia                                                                  | Bulgaria                                                               | 3 – 1                                                                  | Turchia                                                                | Amichevole                                                             | -                                                                      |                                                                        |
| 3-9-2005                                                               | Istanbul                                                               | Turchia                                                                | 2 – 2                                                                  | Danimarca                                                              | Qual. Mondiali 2006                                                    | -                                                                      | cap.                                                                   |
| 7-9-2005                                                               | Kiev                                                                   | Ucraina                                                                | 0 – 1                                                                  | Turchia                                                                | Qual. Mondiali 2006                                                    | -                                                                      | cap.                                                                   |
| 12-11-2005                                                             | Berna                                                                  | Svizzera                                                               | 2 – 0                                                                  | Turchia                                                                | Qual. Mondiali 2006                                                    | -                                                                      | cap.                                                                   |
| 16-11-2005                                                             | Istanbul                                                               | Turchia                                                                | 4 – 2                                                                  | Svizzera                                                               | Qual. Mondiali 2006                                                    | -                                                                      | cap.                                                                   |
| 16-8-2006                                                              | Lussemburgo                                                            | Lussemburgo                                                            | 0 – 1                                                                  | Turchia                                                                | Amichevole                                                             | -                                                                      |                                                                        |
| 6-9-2006                                                               | Francoforte sul Meno                                                   | Turchia                                                                | 2 – 0                                                                  | Malta                                                                  | Qual. Euro 2008                                                        | -                                                                      | cap.                                                                   |
| 7-10-2006                                                              | Budapest                                                               | Ungheria                                                               | 0 – 1                                                                  | Turchia                                                                | Qual. Euro 2008                                                        | -                                                                      | cap.                                                                   |
| 11-10-2006                                                             | Francoforte sul Meno                                                   | Turchia                                                                | 5 – 0                                                                  | Moldavia                                                               | Qual. Euro 2008                                                        | 4                                                                      | cap.                                                                   |
| 15-11-2006                                                             | Bergamo                                                                | Italia                                                                 | 1 – 1                                                                  | Turchia                                                                | Amichevole                                                             | -                                                                      | cap.                                                                   |
| 24-3-2007                                                              | Atene                                                                  | Grecia                                                                 | 1 – 4                                                                  | Turchia                                                                | Qual. Euro 2008                                                        | -                                                                      | cap.                                                                   |
| 28-3-2007                                                              | Francoforte sul Meno                                                   | Turchia                                                                | 2 – 2                                                                  | Norvegia                                                               | Qual. Euro 2008                                                        | -                                                                      | cap.                                                                   |
| 2-6-2007                                                               | Sarajevo                                                               | Bosnia ed Erzegovina                                                   | 3 – 2                                                                  | Turchia                                                                | Qual. Euro 2008                                                        | 1                                                                      | cap.                                                                   |
| 8-9-2007                                                               | Ta' Qali                                                               | Malta                                                                  | 2 – 2                                                                  | Turchia                                                                | Qual. Euro 2008                                                        | -                                                                      | cap.                                                                   |
| 17-10-2007                                                             | Istanbul                                                               | Turchia                                                                | 0 – 1                                                                  | Grecia                                                                 | Qual. Euro 2008                                                        | -                                                                      |                                                                        |
| Totale                                                                 |                                                                        | Presenze (2º posto)                                                    | 112                                                                    |                                                                        | Reti (1º posto)                                                        | 51                                                                     |                                                                        |

## Palmarès

### Club

#### Competizioni nazionali
- Campionato turco: 8  (record condiviso con Bülent Korkmaz e Suat Kaya)

Galatasaray: 1992-1993, 1993-1994, 1996-1997, 1997-1998, 1998-1999, 1999-2000, 2005-2006, 2007-2008
- Coppa di Turchia: 6  (record condiviso con Bülent Korkmaz)

Sakaryaspor: 1987-1988
Galatasaray: 1992-1993, 1995-1996, 1998-1999, 1999-2000, 2004-2005
- Supercoppa di Turchia: 3

Galatasaray: 1992-1993, 1995-1996, 1996-1997
- Chancellor Cup: 2

Bursaspor: 1991-1992
Galatasaray: 1994-1995
- TSYD Cup: 4

Galatasaray: 1992-1993, 1997-1998, 1998-1999, 1999-2000
- Coppa Italia: 1

Parma: 2001-2002

#### Competizioni internazionali
- Coppa UEFA: 1

Galatasaray: 1999-2000

### Individuale
- Capocannoniere del campionato turco: 3

1996-1997 (38 gol), 1997-1998 (32 gol), 1998-1999 (19 gol)